# Plecoptera pondoana
Plecoptera pondoana är en fjärilsart som beskrevs av M.Gaede 1939. Plecoptera pondoana ingår i släktet Plecoptera och familjen nattflyn. Inga underarter finns listade i Catalogue of Life.